# Beata Zawadzka
Beata Zawadzka (née Beata Kądziolka, le 26 juin 1986 à Varsovie, en Pologne) est une joueuse d'échecs polonaise, grand maître international féminin (GMF) de la discipline. Elle est mariée à Stanisław Zawadzki, maître international, et la GMF Jolanta Zawadzka est sa belle-sœur.

## Palmarès en compétitions entre jeunes
Beata Zawadzka termine troisième lors du championnat de Pologne d'échecs de 2000, dans la catégorie des filles de moins de 14 ans, qui se déroule à Biała, dans le district de Powiat Piotrkowski. En 1998 et 2000, elle termine deuxième au championnat de Pologne de blitz junior. En 2001, elle finit sur la troisième marche du podium dans la catégorie des filles de moins de 16 ans.
C'est en 2002, à Bartkowa dans le district de Powiat Nowosądecki, qu'elle remporte enfin son premier titre national. Il s'agit du même championnat de Pologne de blitz, qui lui échappait les années précédentes.
Beata Zawadzka atteint ensuite la troisième place non seulement lors du championnat d'Europe, dans la catégorie des filles de moins de 16 ans, mais aussi lors du championnat de Pologne de blitz féminin (à Rybnik) et du championnat de Pologne d'échecs (à Ostrów Wielkopolski). 
En 2003, elle rejoint l'équipe nationale des jeunes filles dans le cadre du championnat d'Europe des nations qui se tient en Hongrie, à Balatonlelle. 
La même année, elle est vice-championne de Pologne dans la catégorie des filles de moins de 20 ans. La compétition se jouait à Jarnołtówek, près de Głuchołazy. Dans la catégorie générale du championnat individuel féminin de Pologne (à Środa Wielkopolska) elle est sur la troisième marche du podium.
Beata Zawadzka réédite sa performance l'année suivante, lors du même championnat, qui se déroule cette fois à Varsovie. Elle réédite aussi sa deuxième place lors dans la catégorie des filles de moins de 20 ans, dans la ville de Środa Wielkopolska. 
Lors du championnat du monde d'échecs junior, à Istanbul en 2005, elle est troisième. En 2010, elle remporte le tournoi féminin du mémorial Najdorf (en polonais : Mieczsława Najdorfa) qui se joue à Varsovie. Elle est notamment devant Monika Soćko.

## Parcours avec la sélection  nationale

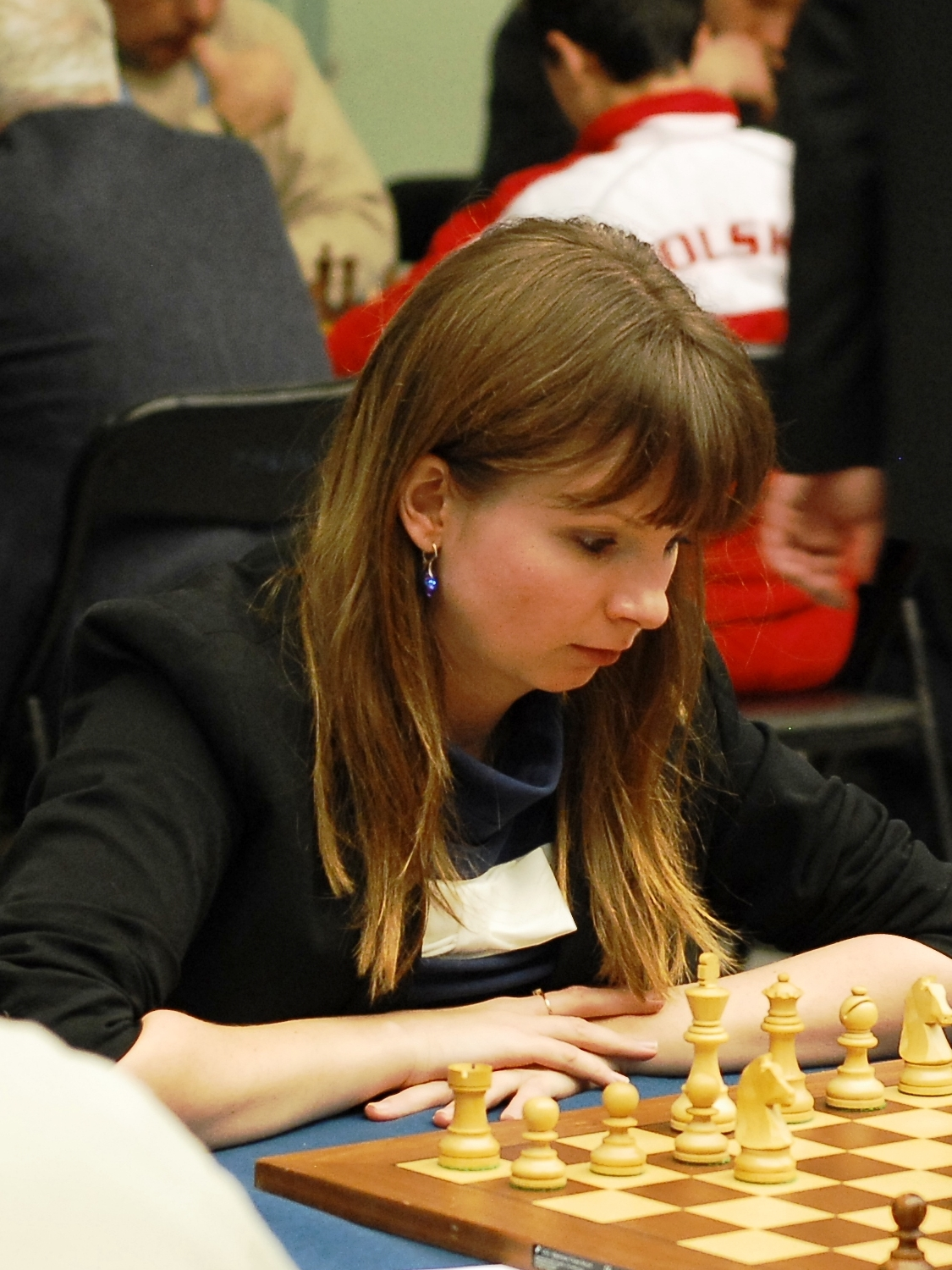
Beata Kądziolka au Championnat d'Europe d' échecs rapides à Varsovie, en 2012

Avec l'équipe féminine polonaise, Beata Zawadzka participe aux Olympiades d'échecs en 2002 à Bled, où l'équipe a monte sur la troisième marche du podium. En 2003, elle rejoint l'équipe nationale des jeunes filles dans le cadre du championnat d'Europe des nations qui se tient en Hongrie, à Balatonlelle. En 2010, elle est à nouveau sélectionnée pour les olympiades de Khanty-Mansïisk, comme joueuse de réserve. Lors du championnat d'Europe des nations en 2013, à Varsovie, elle occupe le troisième échiquier de la troisième équipe féminine polonaise, Pologne-3.

## Parcours en club
Beata Zawadzka joue en championnat allemand des clubs de la saison 2006/07 à la saison 2010/11 pour le SK Hambourg. En Pologne, elle remporte le championnat de Pologne d'échecs des clubs avec le Polonia Varsovie lors de l'édition qui se tient en 2006 à Ustroń. En 2004, elle avait déjà joué pour la deuxième équipe du Polonia Varsovie, et en 2007, elle joue à nouveau pour son équipe première.
Elle remporte le championnat polonais des clubs avec le PREFROW MKSz Rybnik, lors de l'édition qui se déroule en 2008 à Breslau. De 2010 à 2012 et de nouveau en 2016, elle occupe l'échiquier féminin du KSz Stilon Gorzów Wielkopolski, club avec lequel elle participe également au championnat de Pologne des clubs féminin de 2009 à 2011.

## Titres internationaux décernés par la FIDE
Beata Zawadzka reçoit le titre de maître international féminin (MIF) en 2002. Elle est Grand maître international féminin (GMF) depuis 2006. Elle réalise les normes pour l'obtention de ce titre lors du championnat de Pologne d'échecs féminin et lors du 12e mémorial Lasker qui se joue à Barlinek, tous deux en 2004. Elle réalise une troisième norme en 2005, lors de la coupe du monde junior dans la catégorie des filles de moins de 20 ans. 
Lors du championnat international mixte de Bavière en 2007, qui se déroule à Bad Wiessee, elle réalise une norme de maître international (MI).